# Jordi Arbonès
Jordi Arbonès i Freixas (Palafrugell, 2 de septiembre de 1956) es un escritor de Cataluña, España. Colabora con el diario El Punt y el semanario El Temps. Ha tratado diversos géneros y ha obtenido importantes premios literarios en lengua catalana. 

## Obra

### Narrativa breve
- 1983 Miratges
- 1986 Pecat mortal
- 1988 Cresta
- 2000 No era la meva lletra

### Novela
- 1991 Carn a les bèsties
- 1994 Ruleta dolça
- 1997 L'agulla de plata
- 2001 L'escala de Richter
- 2002 Matèria fràgil
- 2006 Cavaller de fortuna

### No ficción
- 1997 L'Empordà, terra de pas
- 1999 La Catalunya residual: els ecologistes, els poderosos del segle XXI?
- 2003 Girona. El pes de la metròpoli

### Teatro
- 1998 Klaus i Mortimer

## Premios
- 1990 Premio Documenta por Carn a les bèsties
- 1998 Premio Joan Santamaria de teatro por Klaus i Mortimer
- 2001 Premio Carlemany de novela por L'escala de Richter
- 2002 Premio Prudenci Bertrana por Matèria fràgil